# Път към вечността
„Път към вечността“ (на японски: 永遠への道) е японски военен филм от 1959 година на режисьора Масаки Кобаяши, втора част от трилогията „Човешкото състояние“.

## Сюжет
Каджи губи правото си да бъде освободен от военна служба след като защитава китайски затворници от несправедливо наказание. За назидание той е изпратен да служи в „Японската квантунгска армия“. Въпреки отличната си стрелба и строга казармена дисциплина, Каджи плаща висока цена заради левите си убеждения. Съпругата му Мичико моли чрез писмо командващия офицер на Каджи за разбиране, а по-късно лично посещава военната база, за да изрази любовта и съпричастността си към съпруга си. Каджи възнамерява да дезертира, заедно с приятеля си Шинджо (Кей Сато), който е изпаднал в неговото положение, след като брат му е арестуван за комунистическа пропаганда. Преосмисляйки нещата и разбирайки, че идеята за дезертьорство няма да му донесе свободата, Каджи, който много обича съпругата си, се задължава да продължи военната си служба, въпреки всичките несгоди.
Когато Обара (Куние Танака), неугледен и слаб войник от отряда на Каджи, се самоубива след като не успява да се справи с непрекъснатите наказания и унижения от страна на останалите войници, ситуацията се усложнява, защото Каджи изисква от командването да се потърси дисциплинарна отговорност от командира на отряда Йошида (Мачирьо Минами) за това, че е докарал Обара до ръба на отчаянието. Докато Йошида все още не е наказан, Каджи сам определя съдбата си, отказвайки да помогне на войници, попаднали в капана на плаващи пясъци, докато преследват Шинджо, който все пак е решил да дезертира. Каджи отново променя мнението си и сам попада в пясъците. След като излиза от болницата след инцидента, той се завръща в своята част, с която е транспортиран на фронта.
Каджи е повишен в чин ефрейтор и му е поверен отряд от новобранци. Той приема новата си задача с условието, войниците под негово командване да бъдат отделени от ветераните-артилеристи, които се отнасят с откровена жестокост към новите войници като наказание за маловажни неща. Често самият Каджи е бил пребиван жестоко от тях, въпреки близките си отношения с командирът им, младши лейтенант Кагеяма (Кейджи Сада). Деморализирани от падането на Окаджима и непрекъснатият тормоз от страна на ветераните, Каджи и повечето от хората му са изпратени да копаят окопи. Работата им е прекъсната от инвазията на съветската армия, която довежда до опостушителни поражения за японците и смъртта на Кагеяма. Принудени да защитават равнинен терен с малки укрепления и леко въоръжение, японските войски са пометени от съветските танкове и несметен брой мъже загиват. Каджи оцелява в битката, но е принуден да убие с голи ръце полудял войник, за да предпази позициите на японците от настъпващите съветски войски. Смятайки се за чудовище заради постъпката си, Каджи трескаво започва да издирва други оцелели.

## В ролите
- Тацуя Накадаи като Каджи
- Мичийо Аратама като Мичико
- Кокинджи Кацура като редник Саса
- Юн Татара като Хино
- Мачирьо Минами като командир Йошида
- Кей Сато като Шинджо
- Куние Танака като редник Обара
- Кейджи Сада като младши лейтенант Кагеяма

## Награди
- Награда Синя лента за най-добра второстепенна роля на Мичийо Аратама от 1960 година.
- Награда Кинема Джъмпо за най-добра женска роля на Мичийо Аратама от 1960 година.
- Награда от филмовия конкурс Маиничи за най-добра операторска работа на Йошио Мияджима от 1960 година.[1]